# Azur (Landes)
Pour les articles homonymes, voir Azur.
Azur est une commune française située dans le département des Landes en région Nouvelle-Aquitaine.

## Géographie

### Description
Azur est un village périurbain  du Marensin située dans la forêt des Landes et  au bord du lac de Soustons.
Il est situé à 9 km du littoral de l'océan Atlantique plages de Soustons, Vieux-Boucau, Messanges et Moliets), à 22 km au nord-ouest de Dax, 37 km au nord-est de Bayonne, à 66 km à l'ouest de Mont-de-Marsan et à 130 km au sud-ouest de Bordeaux.
Il est aisément accessible depuis l'autoroute A63 (France).

### Communes limitrophes
Les communes limitrophes sont  Léon, Messanges et Soustons.
|           |          | Léon |
| Messanges | Azur     |      |
|           | Soustons |      |

### Hydrographie
La commune est imitée au sud-ouest par l'étang de Soustons, dans lequel se jettent plusieurs ruisseaux qui drainent le village : les ruisseaux de Pesquité, de la Dèche, de Peyroux.et de Magescq.

### Climat
Pour des articles plus généraux, voir Climat de la Nouvelle-Aquitaine et Climat des Landes.
Historiquement, la commune est exposée à un climat océanique aquitain.  
En 2020, Météo-France publie une typologie des climats de la France métropolitaine dans laquelle la commune est exposée à un climat océanique et est dans la région climatique Littoral charentais et aquitain, caractérisée par une pluviométrie élevée en automne et en hiver, un bon ensoleillement, des hiver doux (6,5 °C), soumis à la brise de mer.
Pour la période 1971-2000, la température annuelle moyenne est de 13,5 °C, avec une amplitude thermique annuelle de 13,4 °C. Le cumul annuel moyen de précipitations est de 1 297 mm, avec 13,2 jours de précipitations en janvier et 8 jours en juillet. Pour la période 1991-2020, la température moyenne annuelle observée sur la station météorologique la plus proche, située sur la commune de Soorts-Hossegor à 19 km à vol d'oiseau, est de 14,9 °C et le cumul annuel moyen de précipitations est de 1 181,8 mm,. Pour l'avenir, les paramètres climatiques de la commune estimés pour 2050 selon différents scénarios d’émission de gaz à effet de serre sont consultables sur un site dédié publié par Météo-France en novembre 2022.

## Urbanisme

### Typologie
Au 1er janvier 2024, Azur est catégorisée commune rurale à habitat dispersé, selon la nouvelle grille communale de densité à sept niveaux définie par l'Insee en 2022.
Elle est située hors unité urbaine. Par ailleurs la commune fait partie de l'aire d'attraction de Soustons, dont elle est une commune de la couronne,. Cette aire, qui regroupe 2 communes, est catégorisée dans les aires de moins de 50 000 habitants,.

### Occupation des sols

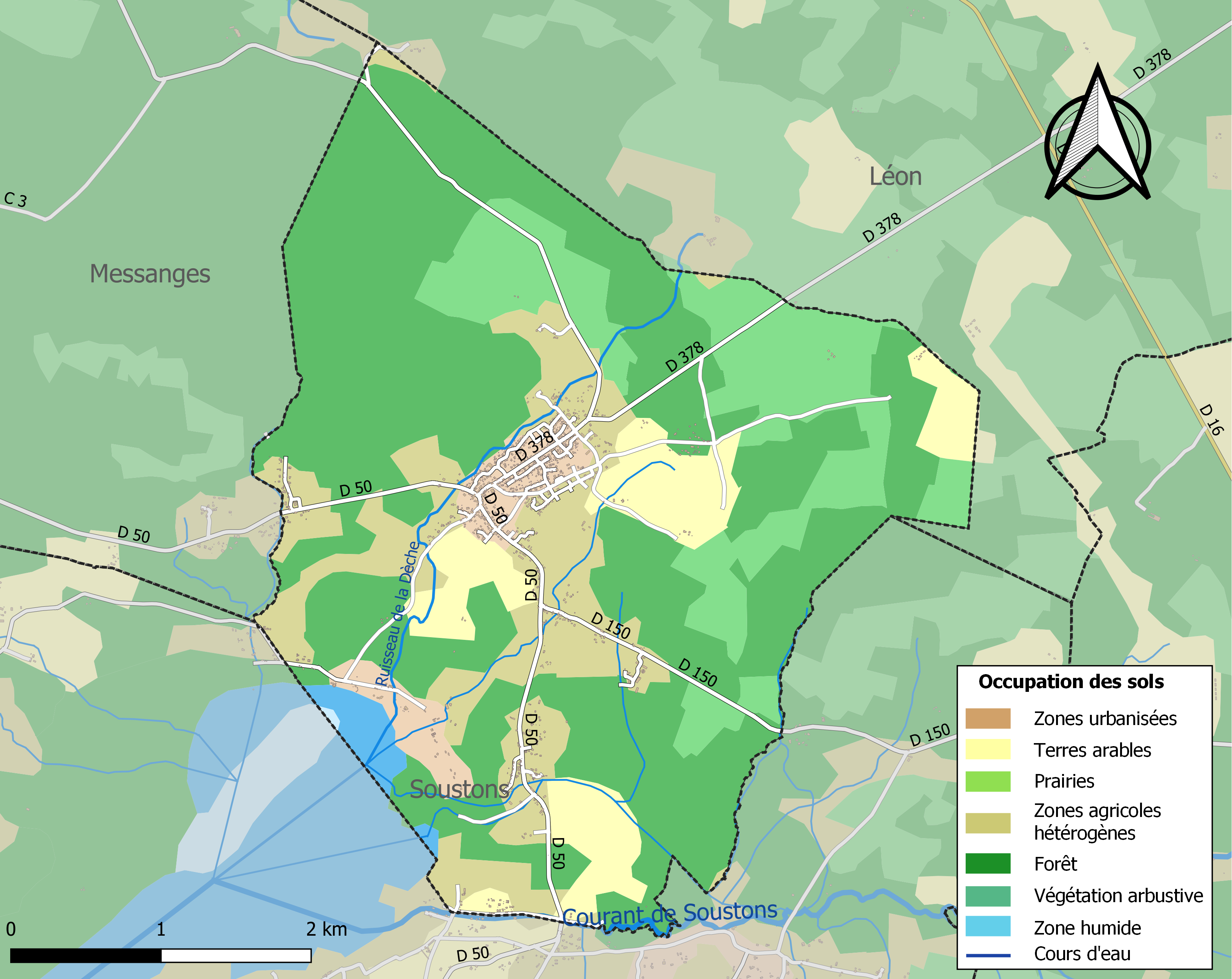
Carte des infrastructures et de l'occupation des sols de la commune en 2018 (CLC).

L'occupation des sols de la commune, telle qu'elle ressort de la base de données européenne d’occupation biophysique des sols Corine Land Cover (CLC), est marquée par l'importance des forêts et milieux semi-naturels (68 % en 2018), en diminution par rapport à 1990 (78,2 %). La répartition détaillée en 2018 est la suivante : forêts (52,5 %), zones agricoles hétérogènes (16,8 %), milieux à végétation arbustive et/ou herbacée (15,5 %), terres arables (9,1 %), zones urbanisées (2,3 %), eaux continentales (1,9 %), espaces verts artificialisés, non agricoles (1,8 %), zones humides intérieures (0,1 %). L'évolution de l’occupation des sols de la commune et de ses infrastructures peut être observée sur les différentes représentations cartographiques du territoire : la carte de Cassini (XVIIIe siècle), la carte d'état-major (1820-1866) et les cartes ou photos aériennes de l'IGN pour la période actuelle (1950 à aujourd'hui).

### Quartiers
Sept quartiers composent la commune d'Azur :
- Tchouainé ;
- La Bèque (Labèque sur les cartes IGN) ;
- Laraou ;
- le Cout ;
- Coueyracq ;
- le Bourg ;
- Mèste.

### Habitat et logement
En 2018, le nombre total de logements dans la commune était de 544, alors qu'il était de 433 en 2013 et de 616 en 2008.
Parmi ces logements, 70,1 % étaient des résidences principales, 28,8 % des résidences secondaires et 1,1 % des logements vacants. Ces logements étaient pour 94 % d'entre eux des maisons individuelles et pour 4,4 % des appartements.
Le tableau ci-dessous présente la typologie des logements à Azur en 2018 en comparaison avec celle des Landes et de la France entière. Une caractéristique marquante du parc de logements est ainsi une proportion de résidences secondaires et logements occasionnels (28,8 %) supérieure à celle du département (20,6 %) et à celle de la France entière (9,7 %). Concernant le statut d'occupation de ces logements, 82 % des habitants de la commune sont propriétaires de leur logement (77,6 % en 2013), contre 65,9 % pour les Landes et 57,5 pour la France entière.
| Typologie                                               | Azur | Landes | France entière |
| ------------------------------------------------------- | ---- | ------ | -------------- |
| Résidences principales (en %)                           | 70,1 | 72,7   | 82,1           |
| Résidences secondaires et logements occasionnels (en %) | 28,8 | 20,6   | 9,7            |
| Logements vacants (en %)                                | 1,1  | 6,6    | 8,2            |

### Risques majeurs
Le territoire de la commune d'Azur est vulnérable à différents aléas naturels : météorologiques (tempête, orage, neige, grand froid, canicule ou sécheresse), inondations, feux de forêts, mouvements de terrains et séisme (sismicité faible). Un site publié par le BRGM permet d'évaluer simplement et rapidement les risques d'un bien localisé soit par son adresse soit par le numéro de sa parcelle.
Certaines parties du territoire communal sont susceptibles d’être affectées par le risque d’inondation par submersion marine. La commune a été reconnue en état de catastrophe naturelle au titre des dommages causés par les inondations et coulées de boue survenues en 1999, 2009, 2019 et 2020,.
Azur est exposée au risque de feu de forêt. Depuis le 20 avril 2016, les départements de la Gironde, des Landes et de Lot-et-Garonne disposent d’un règlement interdépartemental de protection de la forêt contre les incendies. Ce règlement vise à mieux prévenir les incendies de forêt, à faciliter les interventions des services et à limiter les conséquences, que ce soit par le débroussaillement, la limitation de l’apport du feu ou la réglementation des activités en forêt. Il définit en particulier cinq niveaux de vigilance croissants auxquels sont associés différentes mesures,.
Les mouvements de terrains susceptibles de se produire sur la commune sont des tassements différentiels.

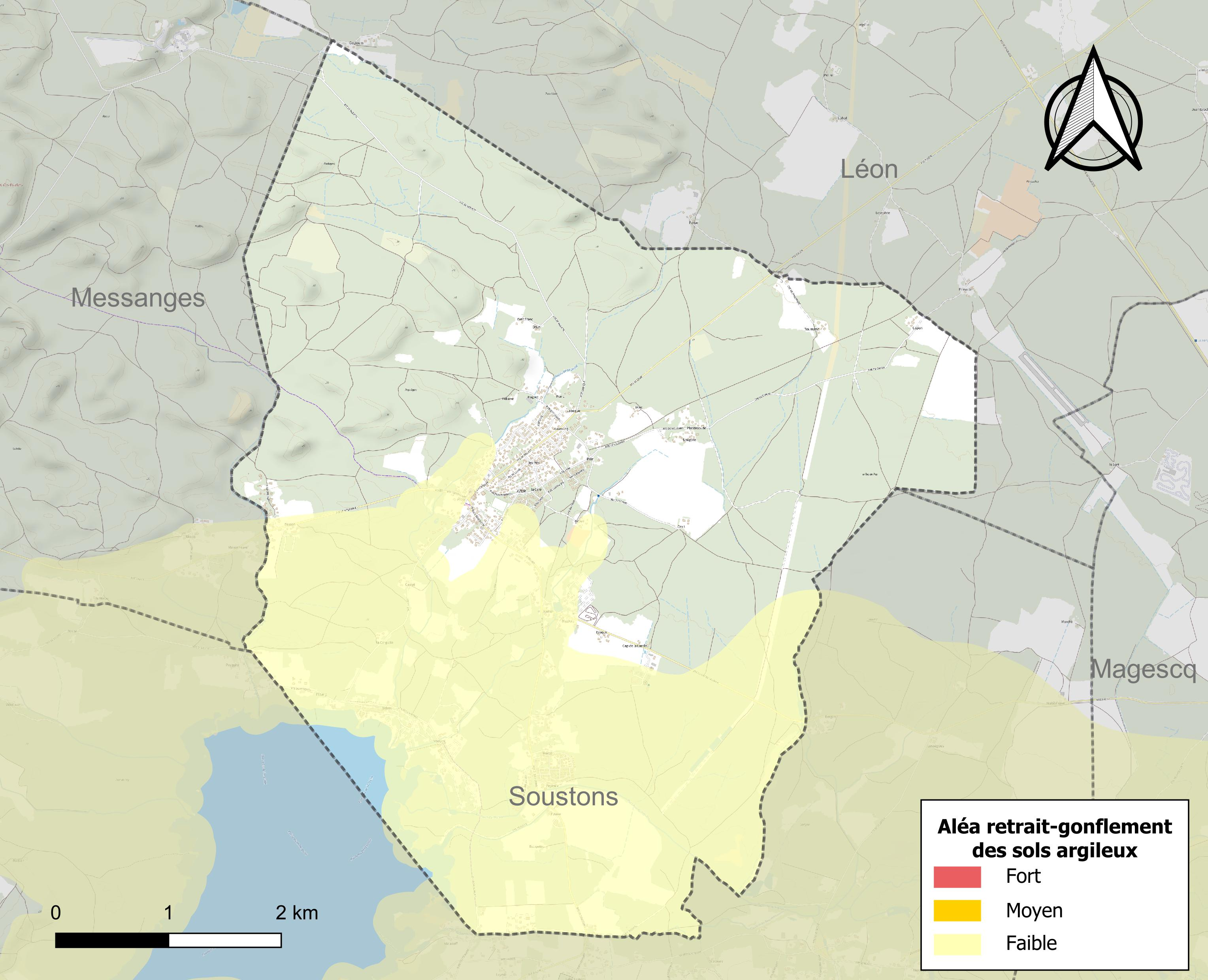
Carte des zones d'aléa retrait-gonflement des sols argileux d'Azur.

Le retrait-gonflement des sols argileux est susceptible d'engendrer des dommages importants aux bâtiments en cas d’alternance de périodes de sécheresse et de pluie. Aucune partie du territoire de la commune n'est en aléa moyen ou fort (19,2 % au niveau départemental et 48,5 % au niveau national). Sur les 456 bâtiments dénombrés sur la commune en 2019, aucun n'est en aléa moyen ou fort, à comparer aux 17 % au niveau départemental et 54 % au niveau national. Une cartographie de l'exposition du territoire national au retrait gonflement des sols argileux est disponible sur le site du BRGM,.
Concernant les mouvements de terrains, la commune a été reconnue en état de catastrophe naturelle au titre des dommages causés par des mouvements de terrain en 1999.

## Toponymie

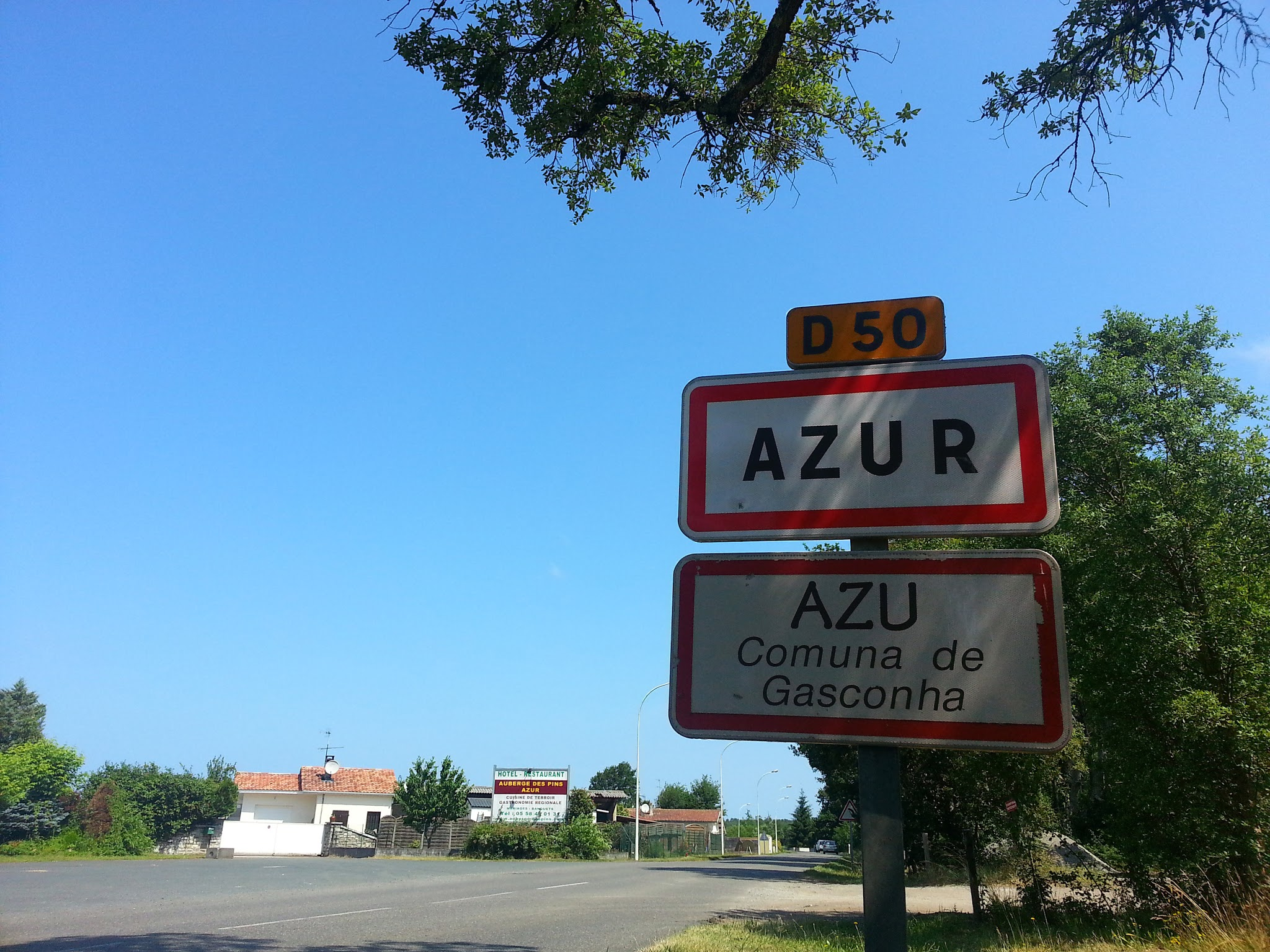

Son nom occitan gascon est Azu.

## Histoire

Azur au tout début du XXe siècle
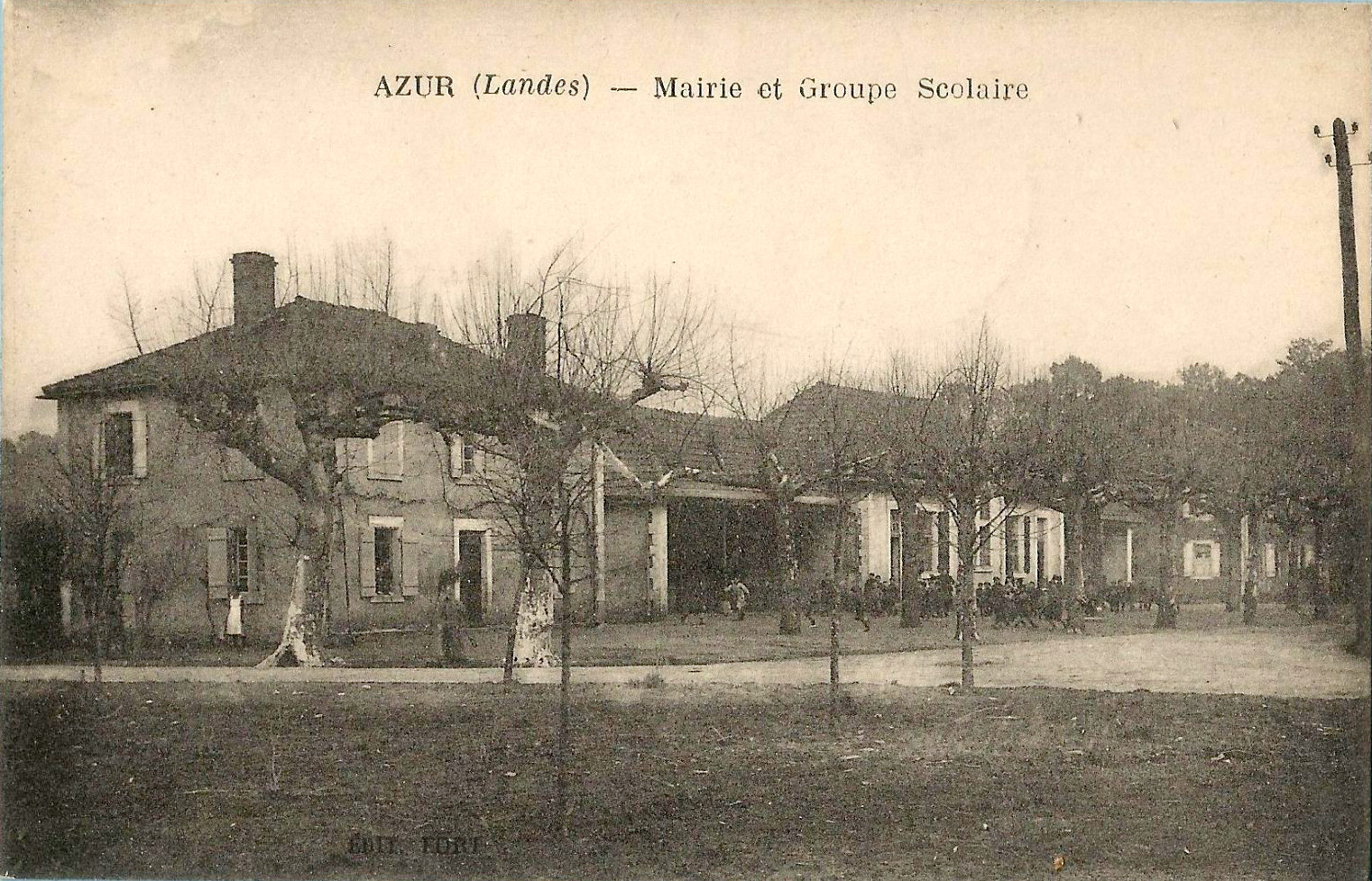
La mairie et le groupe scolaire.
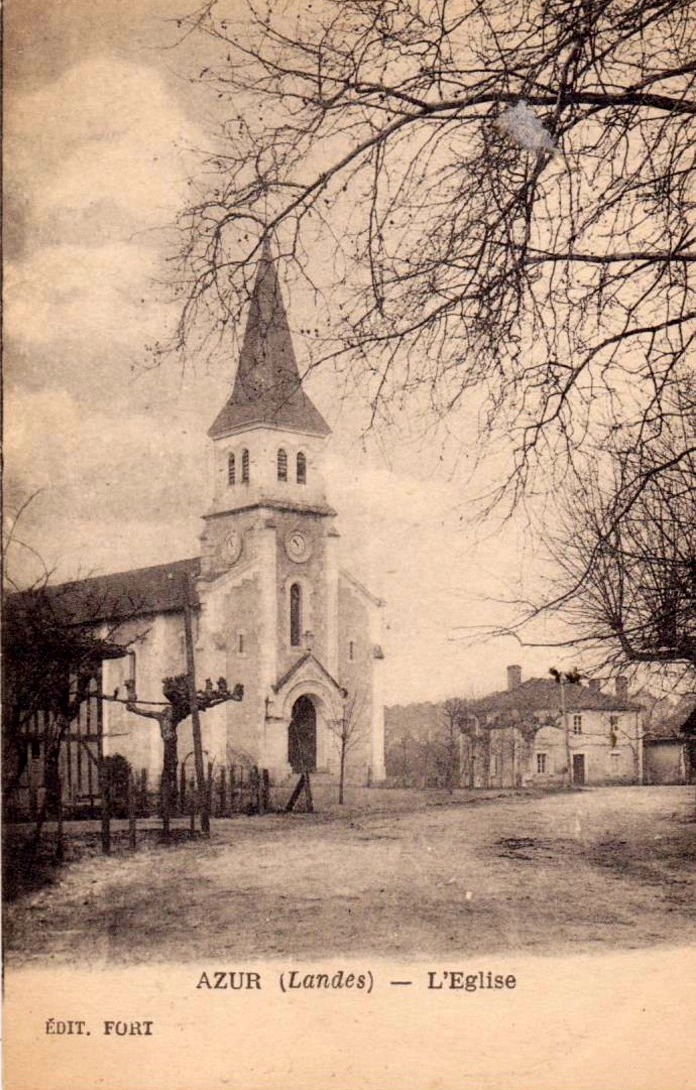
L'église.
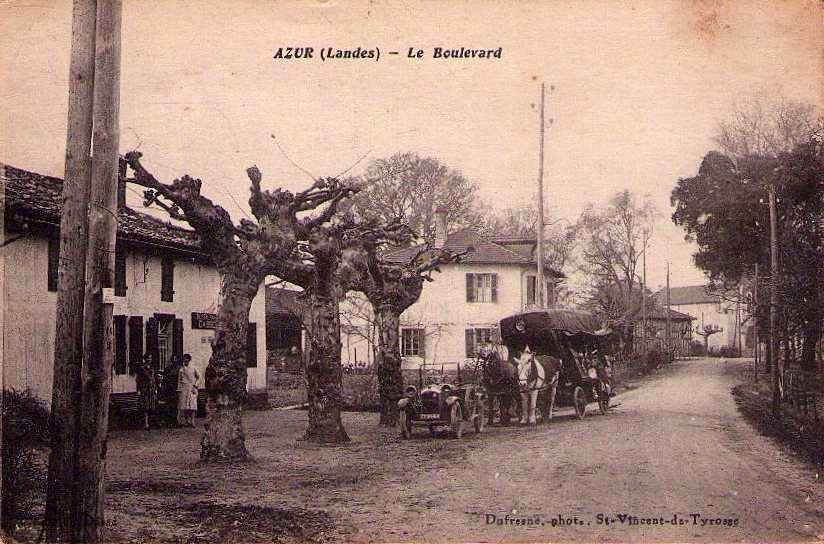
Le boulevard.
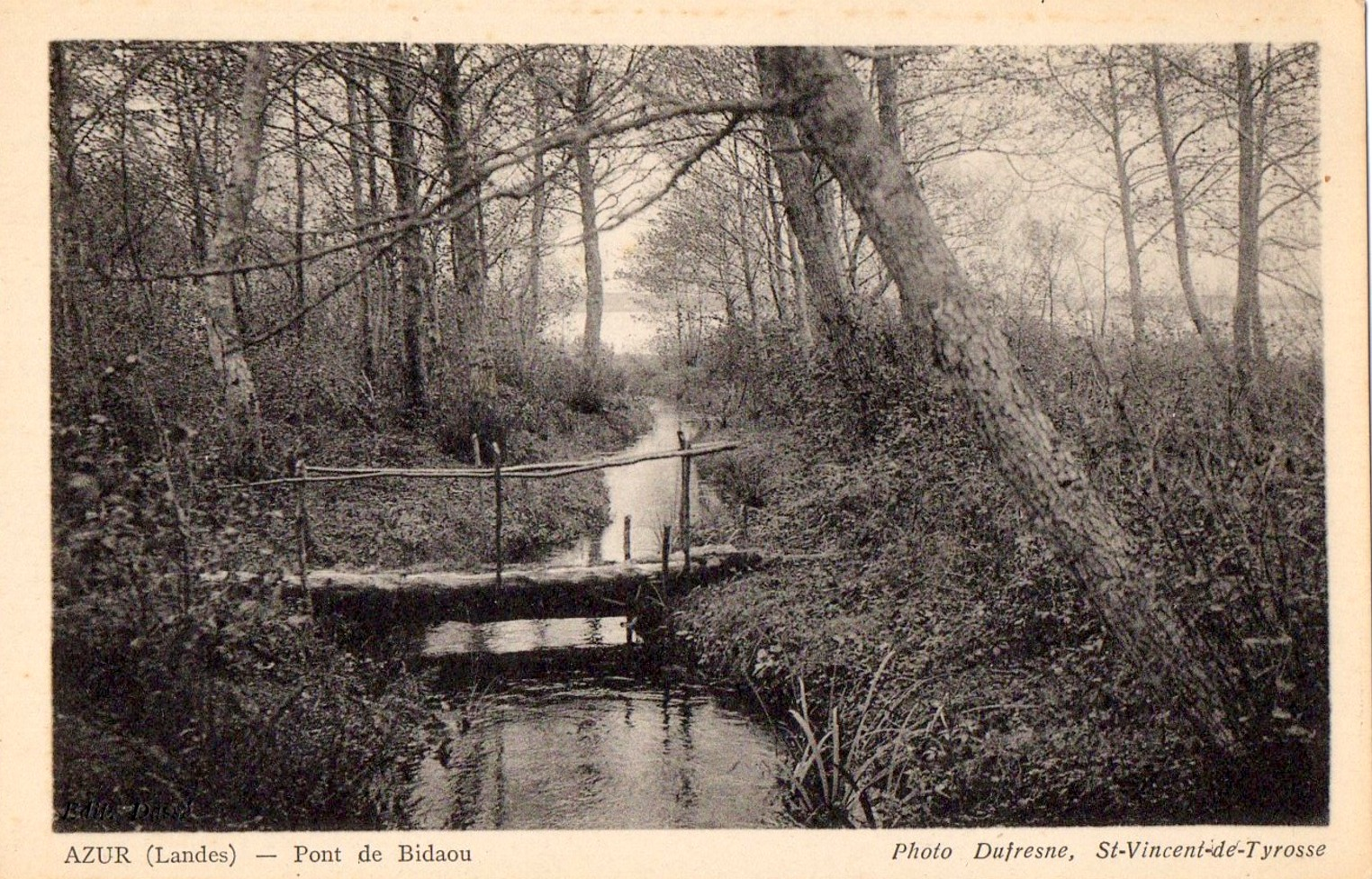
Le pont de Bidaou.
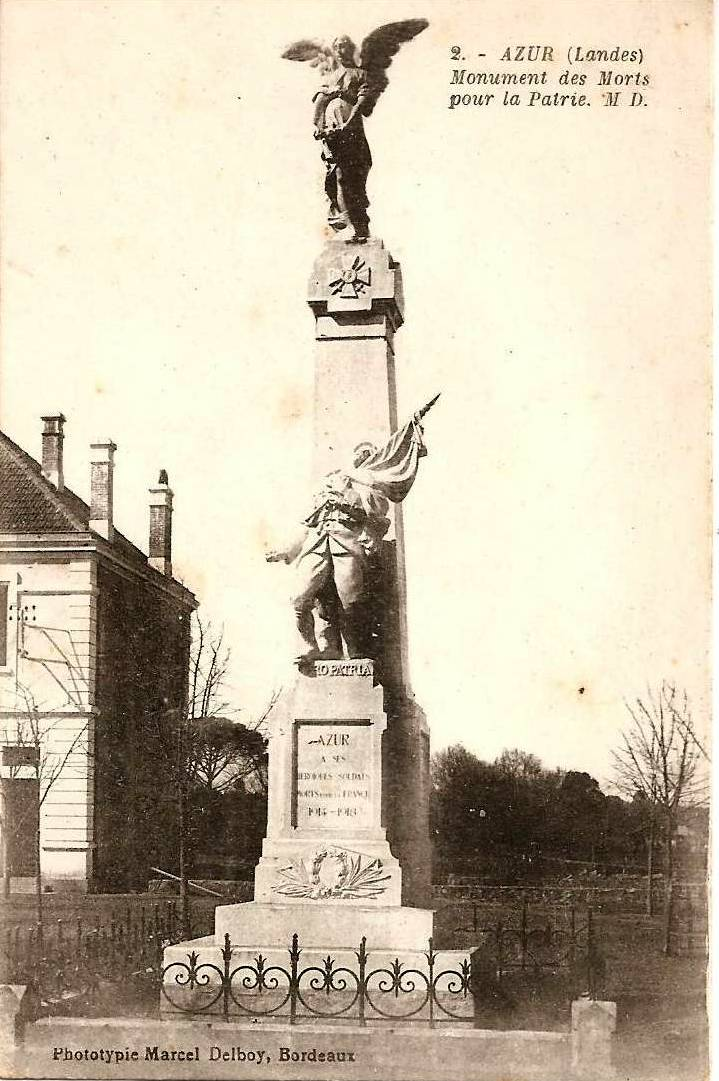
Le monument aux morts.

## Politique et administration

### Rattachements administratifs et électoraux

#### Rattachements administratifs
La commune se trouve dans l'arrondissement de Dax du département des Landes.
Elle faisait partie depuis 1801 du canton de Soustons. Dans le cadre du redécoupage cantonal de 2014 en France, cette circonscription administrative territoriale a disparu, et le canton n'est plus qu'une circonscription électorale.

#### Rattachements électoraux
Pour les élections départementales, la commune fait partie depuis 2014 du canton du Marensin-Sud
Pour l'élection des députés, elle fait partie de la deuxième circonscription des Landes.

### Intercommunalité
Azur est membre de la communauté de communes de Maremne-Adour-Côte-Sud, un établissement public de coopération intercommunale (EPCI) à fiscalité propre créé en 2001 et auquel la commune a transféré un certain nombre de ses compétences, dans les conditions déterminées par le code général des collectivités territoriales.

### Liste des maires
| Période                                  | Période                       | Identité            | Étiquette | Qualité               |
| ---------------------------------------- | ----------------------------- | ------------------- | --------- | --------------------- |
| Les données manquantes sont à compléter. |                               |                     |           |                       |
| avant 1988                               |                               | Michel Lacaze       | PS        | Receveur de La Poste, |
| Les données manquantes sont à compléter. |                               |                     |           |                       |
| 1995                                     | mai 2020                      | Michel Laussu       | PS        | Retraité électricien  |
| mai 2020                                 | novembre 2021                 | Patrick Taillade    |           | Démissionnaire        |
| janvier 2022,                            | En cours (au 2 décembre 2020) | M. Dominique Duhieu |           |                       |

## Démographie
Les habitants sont nommés les Azuriens.
| 1793 | 1800 | 1806 | 1821 | 1831 | 1836 | 1841 | 1846 | 1851 |
| ---- | ---- | ---- | ---- | ---- | ---- | ---- | ---- | ---- |
| 207  | 214  | 190  | 226  | 225  | 301  | 304  | 329  | 346  |

| 1856 | 1861 | 1866 | 1872 | 1876 | 1881 | 1886 | 1891 | 1896 |
| ---- | ---- | ---- | ---- | ---- | ---- | ---- | ---- | ---- |
| 355  | 386  | 375  | 397  | 387  | 378  | 353  | 372  | 377  |

| 1901 | 1906 | 1911 | 1921 | 1926 | 1931 | 1936 | 1946 | 1954 |
| ---- | ---- | ---- | ---- | ---- | ---- | ---- | ---- | ---- |
| 424  | 436  | 436  | 389  | 390  | 371  | 346  | 347  | 337  |

| 1962 | 1968 | 1975 | 1982 | 1990 | 1999 | 2005 | 2006 | 2010 |
| ---- | ---- | ---- | ---- | ---- | ---- | ---- | ---- | ---- |
| 323  | 347  | 362  | 357  | 377  | 447  | 512  | 518  | 601  |

| 2015 | 2020 | 2022 | - | - | - | - | - | - |
| ---- | ---- | ---- | - | - | - | - | - | - |
| 796  | 904  | 973  | - | - | - | - | - | - |

## Culture locale et patrimoine

### Lieux et monuments
- Église Saint-Jean-Baptiste d'Azur.
- Maison de Nogaro.
- Étang de Soustons.

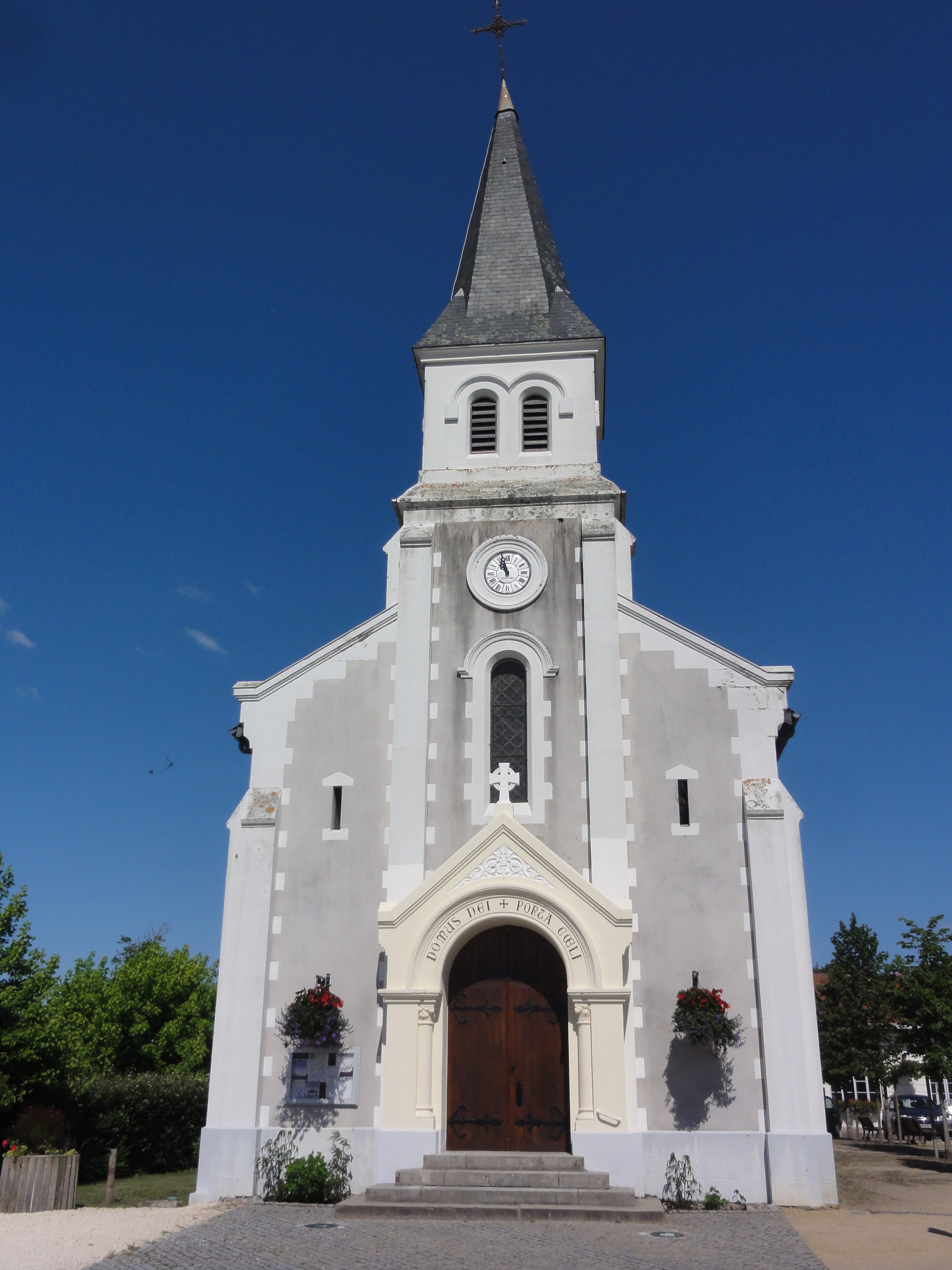
Façade de l'église Saint-Jean-Baptiste d'Azur.
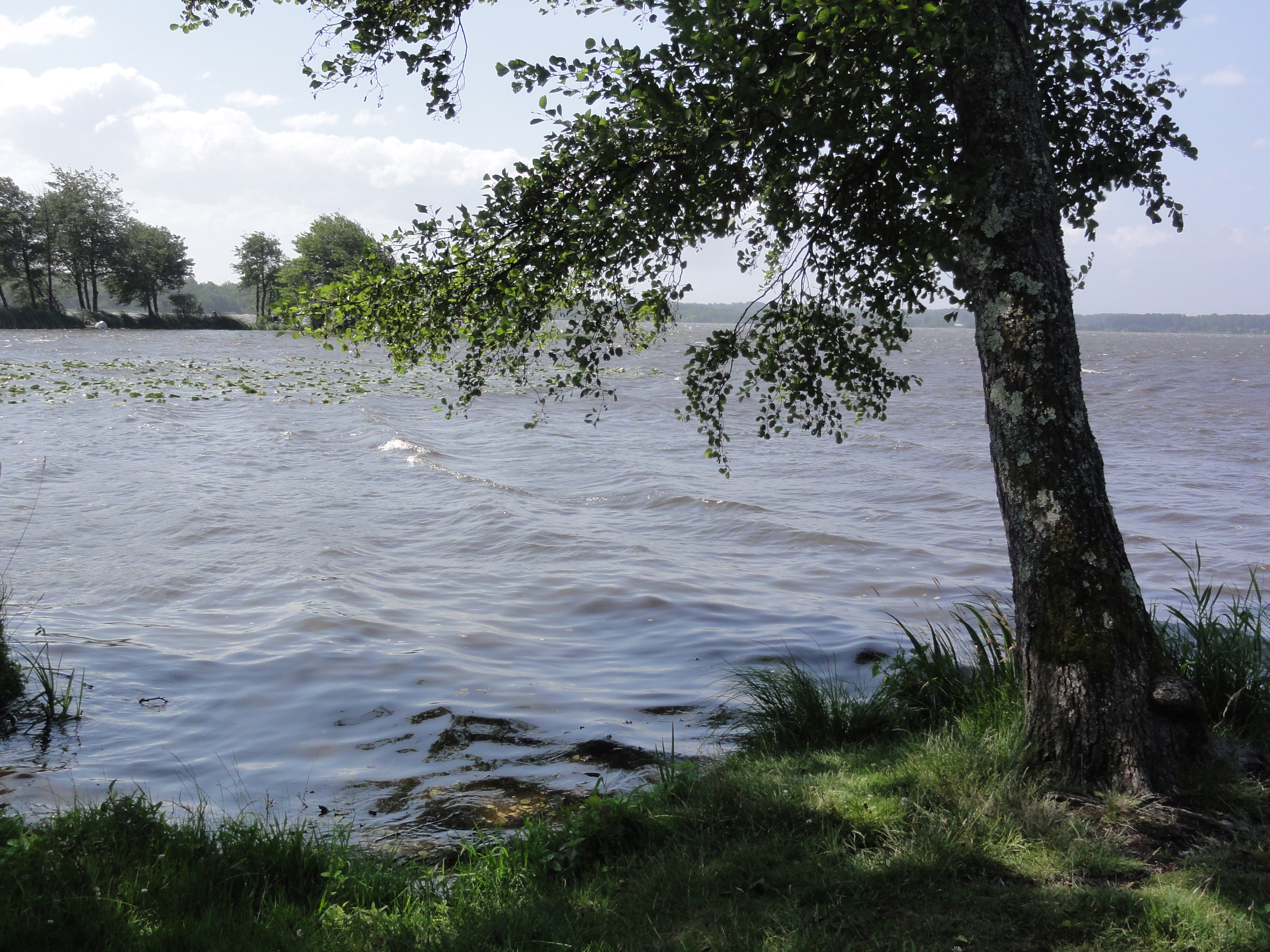
L'étang de Soustons vu d'Azur.
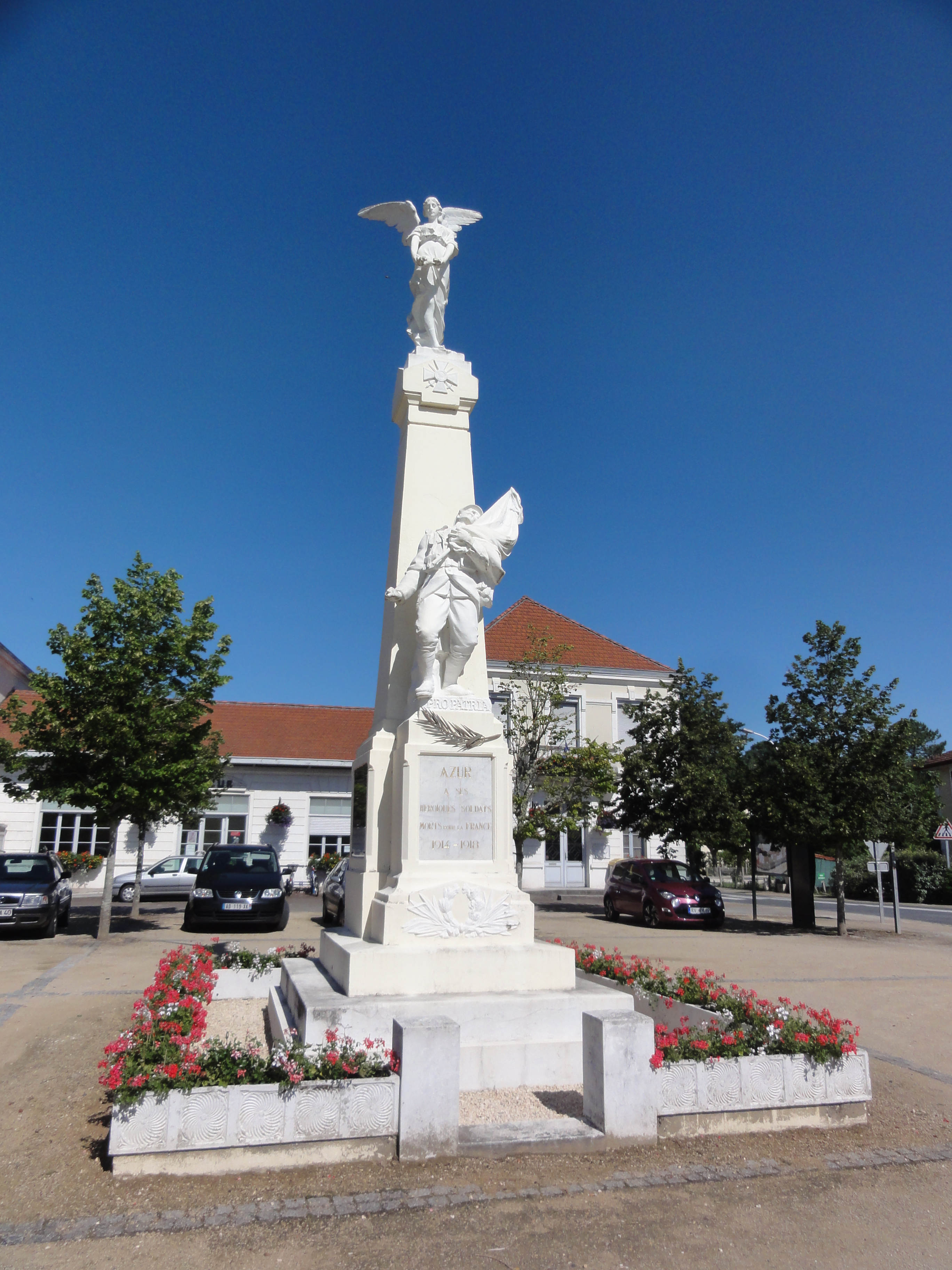
Monument aux morts.

### Personnalités liées à la commune
Pierre-François de Neurisse (1731-1794), lieutenant général de la sénéchaussée des Lannes, était seigneur d'Azur. Il présida les États Généraux pour les villes de Dax, Saint-Sever et Bayonne[réf. nécessaire].